# Floral City
Floral City is een plaats (census-designated place) in de Amerikaanse staat Florida, en valt bestuurlijk gezien onder Citrus County.

## Demografie
Bij de volkstelling in 2000 werd het aantal inwoners vastgesteld op 4989.

## Geografie
Volgens het United States Census Bureau beslaat de plaats een oppervlakte van
64,5 km², waarvan 60,4 km² land en 4,1 km² water.

## Plaatsen in de nabije omgeving
De onderstaande figuur toont nabijgelegen plaatsen in een straal van 16 km rond Floral City.